# Callistocythere litoralensis
Callistocythere litoralensis is een mosselkreeftjessoort uit de familie van de Leptocytheridae. De wetenschappelijke naam van de soort is voor het eerst geldig gepubliceerd in 1966 door Rossi de Garcia.